# ناومي أوراسكس
ناومي أوراسكس (بالإنجليزية: Naomi Oreskes)، بروفيسور في التاريخ والدراسات العلمية في جامعة سان دييغو بكاليفورنيا.
من أهم آرائها العلمية تأييد نظرية التغير المناخي ومنها ظاهرة الإحترار العالمي.

## روابط خارجية
- ناومي أوراسكس على موقع IMDb (الإنجليزية)
- ناومي أوراسكس على موقع ميوزك برينز (الإنجليزية)
- ناومي أوراسكس على موقع قاعدة بيانات الفيلم (الإنجليزية)